# Oklahoma State University
De Oklahoma State University (OSU), ook gekend als Oklahoma State en OKState is een Amerikaanse openbare onderzoeksuniversiteit met de hoofdcampus gevestigd in Stillwater in de staat Oklahoma. Andere campussen zijn gevestigd in Oklahoma City, Tulsa en Okmulgee. De universiteit werd opgericht in 1890 als het Oklahoma Agricultural and Mechanical College (Oklahoma A&M).